# Бигуняк, Владимир Васильевич
Влади́мир Васи́льевич Бигуня́к (укр. Володимир Васильович Бігуняк; род. 10 апреля 1943) — советский, украинский хирург, комбустиолог; доктор медицинских наук, профессор; заслуженный деятель науки и техники Украины, лауреат Государственной премии в области науки и техники.

## Биография
Владимир Васильевич Бигуняк родился 10 апреля 1943 года в с. Баницу[уточнить] Краковского (ныне — Малопольского) воеводства.
Окончил Тернопольский медицинский институт, затем клиническую ординатуру на кафедре общей хирургии того же института. Работал травматологом в Тернопольской городской клинической больнице № 1; там же в 1970-е годы организовал и более 20 лет возглавлял ожоговое отделение (ныне — областное отделение термической травмы и пластической хирургии).
В 1997—2006 годы — проректор по лечебной работе Тернопольского медицинского университета, профессор кафедры общей и оперативной хирургии, руководитель клиники термической травмы и пластической хирургии. Ныне — профессор курса комбустиологии и пластической хирургии кафедры общей и оперативной хирургии с топографической анатомией и травматологией Тернопольского медицинского университета.
Руководит тернопольским Институтом биомедицинских технологий — единственным производителем ксенокожи на Украине и странах СНГ, а также предприятием «Комбустиолог».
Избирался депутатом Тернопольского городского совета.

### Семья
Дочь — Анна, замужем за Виталием Михайловичем Цимбалюком, депутатом Тернопольского горсовета, сыном губернатора Львовской области.

## Научная деятельность
Основное направление научных исследований — комбустиология.
Разработал методику заготовки и хранения лиофилизированных свиных дермотрансплантатов.
Автор более 150 научных работ, 56 авторских свидетельств и патентов на изобретения.

### Избранные труды
Источник — Электронные каталоги РНБ
- Бигуняк В. В. Изменение и коррекция некоторых показателей водно-электролитного обмена при перитонитах : Автореф. дис. … канд. мед. наук. — Харьков, 1975. — 20 с.
- Бигуняк В. В. Консервированные ауто- и ксенотрансплантаты при восстановлении утраченного кожного покрова у обожженных: Автореф. дис. … д-ра мед. наук. — М., 1995. — 32 с.

## Награды и признание
- Государственная премия Украины в области науки и техники — за создание банка лиофилизированных заменителей кожи, разработку, внедрение новых методов диагностики и раннего лечения больных с глубокими ожогами[2]
- Заслуженный деятель науки и техники Украины
- Галицкий рыцарь Тернопольщины и Галичины
- Почётный гражданин города Тернополь[2].